# Юстин (опера Вивальди)
«Юстин» («Джустино», итал. Giustino), RV 717 — опера Антонио Вивальди, написанная в 1724 году по либретто Николо Берегана. Произведение создано для карнавального сезона 1724 года и впервые представлено в римском театре Капраника.
Ария византийского императора Анастасия (Анастасио), Vedrò con mio diletto, считается жемчужиной контратенорового репертуара. В концертах её исполняют как контратеноры (Ф. Жаруски, Я. Орлиньский), так и контральто (например, С. Прина).

## История создания
В 1723 году Вивальди в первый раз приезжает в Рим, где с триумфом ставит написанную по заказу Федерико Капраника оперу «Геракл на Термодонте» (итал. «Ercole sul Termodonte»). Её успех позволяет композитору провести остаток дней в Риме на званых обедах и приёмах, как он и поступает. На одном из них Вивальди знакомится с кардиналом Пьетро Оттобони, который ранее являлся покровителем Арканджело Корелли. Кардинал, заранее договорившийся с Капраника, заказывает новую оперу, и Вивальди, ответив согласием, возвращается в Венецию.
После долгих поисков подходящего либретто Вивальди останавливается на «Джустино» Николо Берегана. Оформление оперы композитор поручает знакомым братьям Мауро, один из которых даже соглашается лично поехать с ним.
По приезде в Рим у Вивальди возникают трудности с «Джустино». Оперу отклоняет цензура, нашедшая «некоторые утверждения, противоречащие „законам Природы и Божественного начала“». Однако обнаружив, что либретто оказывается посвящено Фаустине Конти, племяннице папы римского, постановку всё же разрешают, и к открытию карнавального сезона 1724 года в театре Капраника состоится премьера.

## Действующие лица
| Партия                                                                      | Голос                                | Исполнитель на премьере         | Примечания           |
| --------------------------------------------------------------------------- | ------------------------------------ | ------------------------------- | -------------------- |
| Анастасий (Анастасий I), император                                          | Контратенор/меццо-сопрано/контральто | Джованни Осси                   | У Вивальди — кастрат |
| Ариадна (Арианна), жена его                                                 | Сопрано                              | Джачинто Фонтана, «Фарфаллино»  | У Вивальди — кастрат |
| Джустино, сначала деревенщина, потом император и брат Виталиана и Андроника | Контратенор/меццо-сопрано/контральто | Паоло Мириани да Урбино         | У Вивальди — кастрат |
| Леокаста, сестра Анастасия                                                  | Сопрано                              | Джироламо Бартолуцци, «Реджано» | У Вивальди — кастрат |
| Виталиан, тиран                                                             | Тенор                                | Антонио Барбери да Реджо        |                      |
| Андроник, брат Виталиана, возлюбленный Леокасты                             | Контратенор/меццо-сопрано/контральто | Антонио Джовеналли              | У Вивальди — кастрат |
| Амантио, генерал императорской армии                                        | Сопрано                              | Карло Пера                      | У Вивальди — кастрат |
| Полидарт, капитан Виталиана                                                 | Тенор                                | Франческо Пампани               |                      |
| Фортуна                                                                     | Сопрано                              |                                 |                      |

## Сюжет

### Акт I
Опера начинается с празднования свадьбы императора Анастасия и Ариадны. Однако торжества немедленно прекращаются, как только приезжает Полидарт, обещающий Анастасию мир в обмен на руку и сердце Ариадны для Виталиана.
Действие переносится к главному герою оперы — Джустино, который оплакивает свою судьбу (ария «Misero é colui che dopo nato») и вскоре засыпает. Во сне перед ним появляется богиня Фортуна, призывающая его взяться за оружие и защитить Византию. Джустино просыпается и видит, как Леокасту преследует медведь. Он спасает её, а в благодарность Леокаста отводит его к императорскому двору.
Там её уже ждёт Андроник, который проник во дворец под видом принцессы Флавии, чтобы позаботиться о Леокасте, в которую влюблён. В этот момент в комнату врывается Анастасий, который рассказывает, что Ариадна похищена (ария «Vedró con mio diletto»).
Похищенной Ариадне предлагает свою любовь Виталиан, угрожая отдать её на растерзание морскому дьяволу, но Ариадна предпочитает смерть измене своему мужу (ария «Mio dolce amato sposo»).

### Акт II
Второй акт начинается в лесу неподалёку от моря, где Анастасий и Джустино обдумывают план спасения Ариадны, пока Полидарт даёт императрице последний шанс. Джустино успевает в последний момент спасти Ариадну и убить чудовище. Он ловит Виталиана и приводит его закованным в цепях к императору. Предатель готов на всё ради пощады (ария «Quando serve alla ragione»).
Амантио начинает думать, что Джустино хочет сам стать императором и делиться своими мыслями с Анастасием.
Акт завершается сценой признания в любви Андроника к Леокасте, однако сама она любит Джустино, в чём ему и признаётся ему. (ария «Sventurata navicella»).

### Акт III
Джустино отправляется к Ариадне за советом о том, как ему понравиться Леокасте. Императрица отдаёт ему драгоценный ремень, который он сможет подарить своей возлюбленной. Подслушавший разговор Амантио начинает подозревать Ариадну в измене мужу и докладывает обо всём Анастасию. Как только Джустино приходит к императору, тот приказывает ему немедленно сдать свой меч и сдаться. Он должен быть изгнан.
В следующей сцене Джустино и Леокаста оплакивают свою любовь (арии «Il mio cor già più non sa» и «Vivrò, ma sol per tua salvezza, o caro»). Джустино перевозит в горную тюрьму Виталиано, который после направляется к гробнице своего отца. Таинственный голос из гробницы называет Джустино давно потерянным братом Виталиана и Андроника. Узнав о том, что Амантио сверг Анастасия, братья отправляются на его спасение. К их счастью, Амантио не успел далеко уйти и его приговаривают к смерти.
Анастасий объявляет Джустино своим соправителем и отдаёт ему в жёны Леокасту. Виталиан прощён. Последняя сцена показывает ликующий народ, приветствующий Джустино.

## Музыка
Опера известна в двух версиях. Первая — оригинальная версия Антонио Вивальди — длится около 4,5 часов, вторая — сокращённая версия Алана Кёртиса, из которой были полностью убраны партия Андроника, некоторые речитативы и арии, и общая длительность которой составляет около 3 часов.
В общей сложности 22 музыкальных номера оперы были позаимствованы Вивальди из своих старых произведений.

## Современные постановки
В июле 2018 года опера была представлена на Фестивале барочной оперы в Боне в исполнении Accademia Bizantina (дирижёр Оттавио Дантоне). В августе 2018 года полная костюмированная версия «Джустино» в постановке Деда Кристина Колонна (дирижёр Питер Списски, исполнители — возглавляемый им ансамбль барочной музыки Camerata Øresund) стала главным событием Фестиваля старинной музыки в Нестведе (Дания).
В 2022 году в Интернете транслировалась постановка оперы в старинном придворном театре Дротнингхольма.

## Известные записи
- Vivaldi — Il Giustino. Dominique Labelle, Marina Comparato, Francesca Provvisionato, Geraldine McGreevy. Leonardo De Lisi, Laura Cherici. Il Complesso Barocco dir. Alan Curtis Virgin Classics 2002
- Vivaldi — Il Giustino. Delphine Galou, Emőke Baráth, Verónica Cangemi, Emiliano Gonzales Toro, Arianna Vendittelli, Accademia Bizantina, Ottavio Dantone Naive 2018